# 6885 Nitardy
6885 Nitardy è un asteroide della fascia principale. Scoperto nel 1960, presenta un'orbita caratterizzata da un semiasse maggiore pari a 2,6473323 UA e da un'eccentricità di 0,0600979, inclinata di 3,80223° rispetto all'eclittica.